# Havāreh Khūl
Havāreh Khūl (persiska: هَوارِه خول, هَوارِه خُور, هواره خول) är en ort i Iran.   Den ligger i provinsen Kurdistan, i den nordvästra delen av landet, 500 km väster om huvudstaden Teheran. Havāreh Khūl ligger 1 633 meter över havet och antalet invånare är 160.
Terrängen runt Havāreh Khūl är lite bergig. Runt Havāreh Khūl är det ganska tätbefolkat, med 96 invånare per kvadratkilometer. Närmaste större samhälle är Bāneh, 12,9 km nordväst om Havāreh Khūl. Trakten runt Havāreh Khūl består i huvudsak av gräsmarker.